# 伊藤四十二
伊藤 四十二（いとう よそじ、1909年1月9日 - 1976年6月9日）は、日本の薬学者（臓器薬品化学・生理化学）。学位は薬学博士（東京帝国大学・1945年）。静岡薬科大学名誉教授、社団法人日本薬学会名誉会員。
東京帝国大学医学部助教授、岐阜薬学専門学校教授、東京大学医学部教授、東京大学薬学部教授、東京大学薬学部学部長、東京大学附属図書館館長、東京大学総長代理、静岡薬科大学学長（第3代）などを歴任した。

## 概要
兵庫県出身の薬学者である。唾液腺ホルモンに関する研究で知られるとともに、ヒト胎盤性ラクトゲンを世界で初めて発見したことで知られている。日本の生理化学が発展する基礎を作った一人とされており、生物系薬学を確立したことで知られている。東京帝国大学、岐阜薬学専門学校、東京大学などで教鞭を執った。東京大学にて附属図書館の館長と、総合図書館の館長を兼務していたが、文書化や図書館の重要性にいち早く着目していた。14年がかりで国際十進分類法の改訂を実現させ、その普及に尽力するなど、図書館情報学においても足跡を残した。静岡薬科大学では学長に就任したが、在職中に死去した。

## 来歴

### 生い立ち
1909年（明治42年）1月9日、兵庫県神戸市にて生まれた。国が設置・運営する東京帝国大学に進学し、医学部の薬学科にて学んだ。1931年（昭和6年）3月、東京帝国大学を卒業した。それに伴い、薬学士の称号を取得した。なお、後年になって「唾液腺ホルモンの研究」と題した博士論文を執筆し、1945年（昭和20年）9月28日に薬学博士の学位を取得している。

### 薬学者として

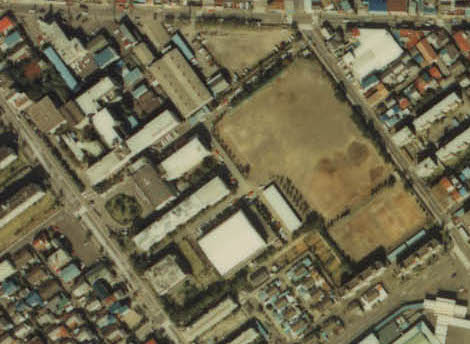
静岡薬科大学の航空写真（1983年）。

大学卒業後は、母校である東京帝国大学に採用され、医学部の副手として着任した。医学部においては、臓器薬品化学教室に所属していた。1942年（昭和17年）には東京帝国大学の医学部にて助教授に昇任した。
太平洋戦争終結後、1948年（昭和23年）に東京大学の医学部にて教授に任じられた。医学部においては薬学科の講義を担当し、臓器薬品化学講座を主宰した。のちに薬学部が設置されると、そちらの教授となった。薬学部においても引き続き臓器薬品化学講座を受け持っており、通算20年以上にわたって主宰した。なお、東京大学においては、薬学部の学部長、評議員、附属図書館の館長、総合図書館の館長、総長代理、などの要職を歴任した。東京大学での勤務の傍ら、公的な役職も兼任していた。総理府の機関である日本学術会議においては、ドキュメンテーション研究連絡委員会、学術情報研究連絡委員会、および、学術情報研究連絡委員会の傘下のUDC小委員会薬学分科会にて、それぞれ委員を兼任しており、科学技術会議においては1959年（昭和34年）から第四部会の専門委員を兼任していた。文部省の審議会等である学術奨励審議会においては、1959年（昭和34年）から1967年（昭和42年）まで学術情報分科審議会の委員を兼任していた。
東京大学を定年退職すると、静岡県により設置・運営される静岡薬科大学の学長に選任された。1969年（昭和44年）に学長として着任した。静岡薬科大学での勤務の傍ら、公的な役職も兼任していた。文部省の審議会等の一つである大学設置審議会においては、1974年（昭和49年）より会長を兼任していた。
リンパ腫と肺炎を患い、1976年（昭和51年）6月9日午後3時36分、静岡県静岡市の静岡済生会総合病院にて死去した。これに伴い、静岡薬科大学では同年6月から同年9月まで關屋實が学長事務取扱を務め、同年10月に上尾庄次郎が後任の学長に正式就任した。

## 研究

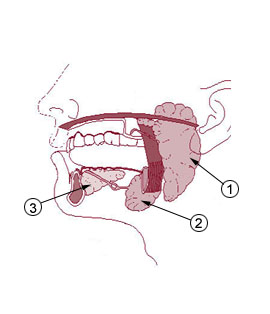
唾液腺（①耳下腺、②顎下腺、③舌下腺）

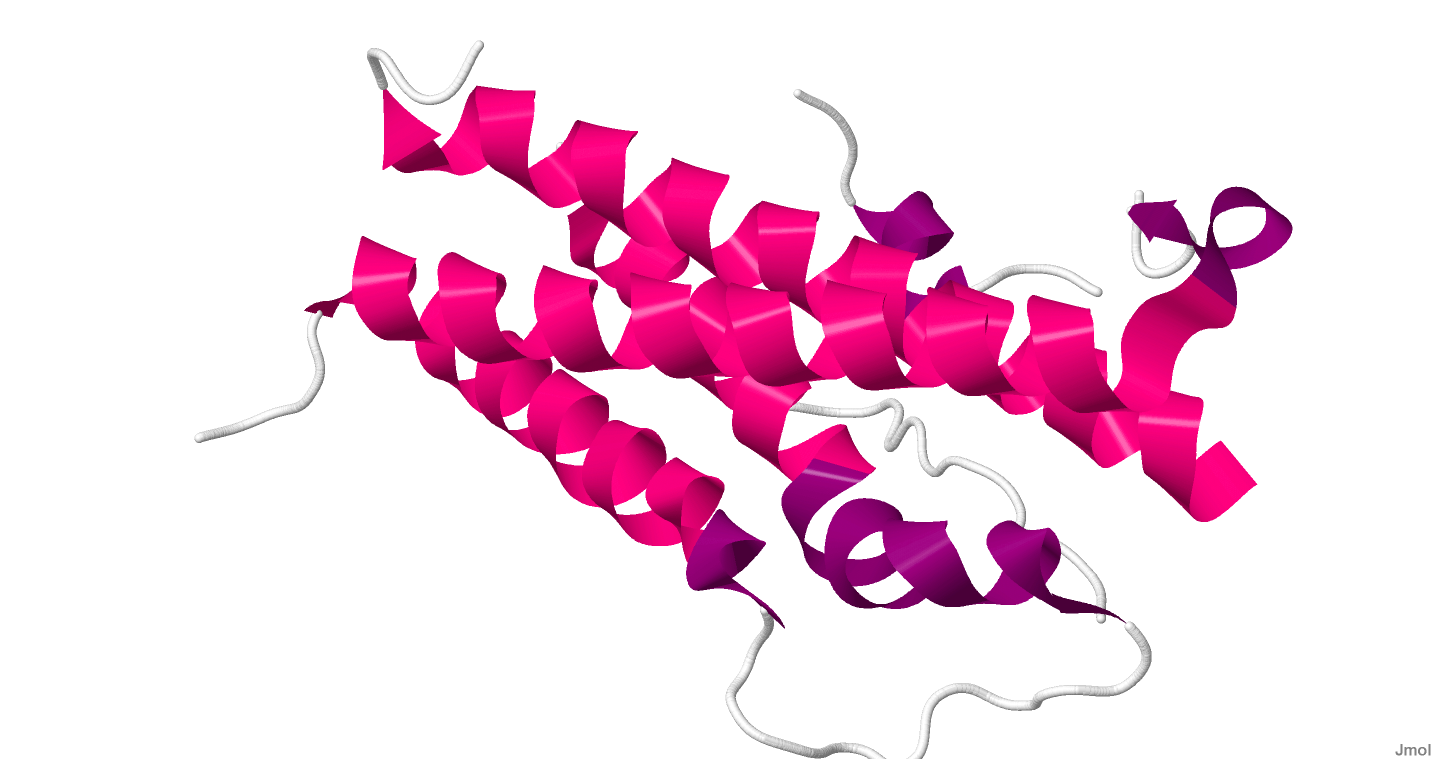
ヒト胎盤ラクトゲン

専門は薬学であり、特に臓器薬品化学や生理化学といった分野の研究に従事していた。日本の生理化学が発展する基礎を作った一人であり、生物系薬学の確立に尽力したことで知られている。なかでも唾液腺ホルモンの研究が著名であり、博士号もこの研究で取得している。「唾液腺ホルモンの化学的研究」が評価され、1958年（昭和33年）4月7日に日本薬学会学術賞が授与されている。なお、それと同時に薬事日報賞も授与されている。
また、1961年（昭和36年）には、世界に先駆けてヒト胎盤ラクトゲンについて発表した。のちに『American Journal of Obstetrics and Gynecology』は、当時の伊藤の論文を産婦人科学の古典として再録している。金尾素健は「記念すべき論文の最初の部分が再掲載され、先生の業績が『研究のクラシック』として不動の地位を築いた旨の紹介がしてあった」と評している。これを受けて、伊藤は「図書館や情報の仕事に長年かかずらったり、大学設置審議会の仕事がいそがしかったりで、研究室を離れて久しく、気にかけていたが、これで研究者として終りを全うすることができてなによりうれしい」と述べている。
学術団体としては、日本薬学会、日本薬史学会、日本生化学会、などに所属していた。なお、日本薬学会は、日本薬剤師会との統合により戦後の一時期は日本薬剤師協会学術部となっていたが、1962年（昭和37年）に再び分離している。伊藤は1951年（昭和26年）より幹事、理事、副会頭、といったさまざまな要職を歴任した。1964年（昭和39年）4月の第84年会においては、組織委員会の委員長に就任した。1967年（昭和42年）には日本薬学会の会頭に就任している。これらの功績により、1973年（昭和48年）には名誉会員の称号が贈られた。日本生化学会においても理事などを務めた。
そのほか、昭和39年（1964年）から昭和44年（1969年）まで東京大学にて附属図書館および総合図書館の館長を同時に兼務しているが、ドキュメンテーションや図書館活動の重要性にいち早く着目し、国際十進分類法にも深くかかわった。1953年（昭和28年）から1966年（昭和41年）にかけて14年がかりで国際十進分類法の615（薬学）改訂を実現させ、日本語版、ドイツ語版、英語版の発刊にも尽力した。
国際十進分類法の615（薬学）の問題点を議論するため日本薬学会にドキュメンテーション委員会が設置されると、その委員長に就任した。当時の国際十進分類法にはさまざまな問題点が指摘されていた。たとえば、薬理作用の配下の標数には薬物名が列挙されており、薬理学的な細分化ができなかった。また、615.71/.79の構成が611（解剖学）と同様の構成となっており、神経を中心に据えた近代薬理学的な分類と合致していなかった。さらには、興奮薬としても消毒薬としても用いられるアルコールをはじめ、複数の薬理作用を持つ薬物は、各薬理作用の配下に重複して記載されていた。加えて、ペニシリンやストレプトマイシンなどの抗生物質は、615.77（外用薬‐化学療法薬）の配下に615.779.93として一括して分類されており、それらを再分類するにはさらに長大な標数を必要とした。挙句の果てには「おそらくヨーロッパの民間薬で、日本の生薬学專門家にも判らない正体不明のもの」にまで標数が割り当てられている状況であった。
伊藤らは日本薬学会において検討を重ねた。その結果、最終的に615.7を全廃して全く新しい標数を割り当て直すことにし、作用（615.2）と物質（615.3）とを分離した構成とするなど、「UDC改訂に関するルールで許容されるぎりぎりのものであり、まれにみるドラスチックな改訂案」を取り纏めた。伊藤はこれを日本案として提出したものの、従来の分類から見るとあまりに劇的な改訂案であったため、各国代表から強硬な反対意見が表明された。伊藤は日本案の正当性を粘り強く主張し、改訂に向けた運動を継続した。当時の日本の薬学が国際的に高い評価を得ていた背景もあり、最終的には伊藤が代表として出席した国際ドキュメンテーション連盟の国際会議にて日本案が正式に採択された。これらの功績により、岡崎義富から「図書館活動に尽力した大きな人物」の一人であると評されている。これらの活動の中でも特に「薬学領域における情報活動の推進に寄与」したと評価され、日本科学技術情報センターが制定した丹羽賞の功労賞が1974年（昭和49年）4月19日に授与されている。
ドキュメンテーションや図書館活動に関する団体においても、多くの役職を歴任していた。1956年（昭和31年）には日本薬学図書館協議会の理事長に就任しており、日本図書館協議会では常務や参与を務め、日本ドクメンテーション協会では理事や評議員を務めた。国際ドキュメンテーション連盟においては副会長にも就任し、評議員も務めた。

## 人物
図書館の充実
日本の大学教員は図書館の整備に無関心であり、論文を公刊する際にも利用者側の視点に立っていないと指摘している。そのうえで「大学の目的である教育と研究を効果的に推進する基礎となるのは大学図書館である」との信念を持ち、大学における図書館の重要性を力説している。1955年（昭和30年）より日本薬学図書館協議会の創設を目指して活動し、自ら初代理事長に就任したのも、まずは自身の専門分野である薬学領域から改善を図っていこうと考えたためである。
日本薬学図書館協議会の発足に際しては、村上清造に参加を直接要請している。村上は富山薬学専門学校図書室の雇となり、助手や書記への任用も断って図書室の改革のみに心血を注ぎ、利用する学生数を一挙に10倍にまで増やしたことで知られている。
指導法
門下生の鶴藤丞は、伊藤について「部下や弟子達に向けて、およそやかましいことは一つも言われない方だった」と回顧しており「一人一人の持ち味を認めて最大限に勇気づけて下さるような、不思議な魅力のある先生」と評している。「なにか事を決めようというときには関係者が集まって討議のうえ、衆知を集めて結論を出そうというやり方」を採用していると指摘し「およそワンマンという言葉とは正反対の人柄」であり「伊藤四十二先生はリベラリストだった」と評している。
自身の主宰する研究室においては、近代統計学を積極的に導入しており、生物試験法の体系化にも努めた。
趣味・嗜好
東京大学に勤務していた際には、合気道部の部長も務めていた。当時、東京大学の学生として合気道部のメンバーだった菅野和夫は、アメリカ合衆国への遠征費を調達するため、伊藤の名刺を携えて各企業を回り寄附を募っていたという。
酒を愛し、研究室の旅行などでは学生らと杯を重ねたという。門下生の鶴藤丞は、伊藤について「先生はアルコールにかけては仲々の強豪」と評している。

## 門下生
- 鶴藤丞[26]
- 野口照久[28]

## 略歴
- 1909年 - 兵庫県神戸市にて誕生[7]。
- 1931年 - 東京帝国大学医学部卒業[2]。
- 1942年 - 東京帝国大学医学部助教授[2]。
- 1948年 - 東京大学医学部教授[1][2]。
- 1956年 - 日本薬学図書館協議会理事長[6]。
- 1958年 - 東京大学薬学部教授。
- 1959年 - 総理府科学技術会議第四部会専門委員[6]。
- 1959年 - 文部省学術奨励審議会学術情報分科審議会委員[6]。
- 1964年 - 東京大学附属図書館館長[6]。
- 1964年 - 東京大学総合図書館館長[6]。
- 1964年 - 日本薬学会年会組織委員会委員長[2]。
- 1967年 - 日本薬学会会頭[2]。
- 1969年 - 静岡薬科大学学長[1]。
- 1973年 - 日本薬学会名誉会員[2]。
- 1974年 - 文部省大学設置審議会会長[5]。
- 1976年 - 静岡県静岡市にて死去[5]。

## 賞歴
- 1958年 - 日本薬学会学術賞[9]。
- 1958年 - 薬事日報賞[9]。
- 1974年 - 丹羽功労賞[20]。

## 著作

### 単著
- 伊藤四十二著『スルファミン劑』藥事日報社、1948年。全国書誌番号:48008459
- 伊藤四十二著『大学図書館の使命』東京大学附属図書館、1966年。NCID BB08740566
- 伊藤四十二著『IFLAの組織とその活動――第31回、第32回総会に出席して』日本図書館協会、1967年。全国書誌番号:68010791

### 共著
- 伊藤四十二ほか著『脳下垂体――分泌機能と剔除法をめぐって』医歯薬出版、1955年。全国書誌番号:55003250
- 伊藤四十二教授退官記念会編『伊藤四十二教授および協力者報文目録』東京大学薬学部伊藤四十二教授退官記念会、1969年。NCID BA56729035

### 編纂
- 伊藤四十二編『國民醫藥品集解説』藥事日報社、1949年。NCID BN09800023

### 監修
- 冲中重雄・伊藤四十二監修『ホルモン――基礎と臨床』上巻、医学書院、1954年。全国書誌番号:51000294
- 冲中重雄・伊藤四十二監修『ホルモン――基礎と臨床』中巻、医学書院、1955年。全国書誌番号:52003247

### 寄稿、分担執筆、等
- 東京大学内分泌集談会編『内分泌のつどい』2集、協同医書出版社、1952年。全国書誌番号:52001556
- 東京大学医師会編『最新の臨床――臨床研究会講義』7輯、医学書院、1952年。全国書誌番号:53015451
- 生物化学ハンドブック編集委員会編『生物化学ハンドブック』新2版、技報堂、1953年。全国書誌番号:53002766
- 東京大学内分泌集談会編『内分泌のつどい』1集、協同医書出版社、1953年。全国書誌番号:52001556
- 東京大学内分泌集談会編『内分泌のつどい』3集、協同医書出版社、1953年。全国書誌番号:52001556
- 東京大学内分泌集談会編『内分泌のつどい』4集、協同医書出版社、1953年。全国書誌番号:52001557
- 東京大学内分泌集談会編『内分泌のつどい』5集、協同医書出版社、1954年。全国書誌番号:52001558
- 第14回日本医学会総会編『日本医学会総会特別講演集』14回、医書出版協会、1955年。全国書誌番号:55009838
- 日本学術会議編『原子力シンポジウム報文集』1回、原子力シンポジウム報文集刊行委員会、1957年。全国書誌番号:53009969
- 日本国際医学協会編『現代の治療』1巻、診断と治療社、1958年。全国書誌番号:53016255
- 生物化学ハンドブック編集委員会編『生物化学ハンドブック』新版、技報堂、1962年。全国書誌番号:63002560
- 赤須文男編『胎盤ホルモン』協同医書出版社、1964年。全国書誌番号:64013589
- 私学研修福祉会・日本私立大学連盟共編『大学図書館研究集会報告書』4回、私学研修福祉会、1966年。全国書誌番号:67005293
- 『ふるさと百話』20巻、静岡新聞社、1977年。全国書誌番号:77012224

### 註釈
1. ↑  東京帝国大学は、1947年に東京大学に改組された。
2. ↑  東京大学医学部薬学科は、医学部から分離され、1958年に薬学部が設置された。
3. ↑  薬学士の称号は、1991年7月1日以降の学士（薬学）の学位に相当する。
4. ↑  薬学博士の学位は、1991年7月1日以降の博士（薬学）の学位に相当する。
5. ↑  総理府は、経済企画庁、沖縄開発庁と統合され、2001年に内閣府が設置された。
6. ↑  文部省は、科学技術庁と統合され、2001年に文部科学省が設置された。
7. ↑  静岡薬科大学は、静岡女子大学、静岡女子短期大学と統合され、1987年に静岡県立大学が設置された。
8. ↑  日本ドクメンテーション協会は、1961年に社団法人日本ドクメンテーション協会に改組された。
9. ↑  富山薬学専門学校は、富山高等学校、富山師範学校、富山青年師範学校、高岡工業専門学校と統合され、1949年に富山大学が設置された。

## 関連人物
- 赤須文男
- 緒方章
- 冲中重雄
- 菅野和夫
- 關屋實

## 関連文献
- 伊藤四十二教授退官記念会編『伊藤四十二教授および協力者報文目録』東京大学薬学部伊藤四十二教授退官記念会、1969年。NCID BA56729035
- 金子豊編『二人の東京大学附属図書館長を顧みる』金子豊、2010年。全国書誌番号:21741288
- 日本薬史学会編、奥田潤・西川隆編集代表『薬学史事典』薬事日報社、2016年。ISBN 978-4-8408-1339-6